# Bernardini XLF-40
O XLF-40 foi um protótipo de lançador múltiplo de foguetes que representou uma melhoria dos veículos blindados M3 Stuart que foram fornecidos ao Brasil durante e após a Segunda Guerra Mundial.

## Design e desenvolvimento
Durante os anos seguintes após a Segunda Guerra Mundial o Exército Brasileiro possuía e adquiriu vários veículos blindados estadunidenses M3 Stuart dos modelos iniciais e do melhorado M3A1, que à época da metade da Segunda Guerra já estavam obsoletos e para aproveitar o seu chassi e trem de rodagem que eram robustos o Exército Brasileiro instou as empresas Biselli Viaturas e Equipamentos Industriais Ltda. e Bernardini S.A. Indústria e Comércio para que aperfeiçoassem o modelo e criassem melhorias em novas variantes. Os primeiros trabalhos foram da Biseli que substituiu o motor original do M3 por um motor nacional Scania de 280 hp (209 kW), reforçou a blindagem e criou lagartas mais largas. A torre ficou a cargo da Bernardini que a equipou com um moderno canhão de 90 mm (3,54 in) com sistema ótico de pontaria, esta melhoria com 100% de nacionalização ficou conhecida como X1-A1 e após outras melhorias como uma torre maior com acionamento hidráulico fabricada pela Engesa o veículo recebeu a denominação final de Biselli X1-A2 Carcará.
A Bernardini utilizou o novo chassi do X1-A1 para a elaboração do projeto do XLF-40 e a sua variante um lançador de ponte denominado XLP-10, foi então criada uma rampa lançadora de foguetes para três unidades de foguetes do modelo Avibras XF-40 de 300 mm (11,8 in) e peso de 540 kg (1 190 lb), o alcance destes foguetes eram de 65 km (40,4 mi). Após a criação do protótipo em tempo recorde de apenas 2 meses em julho do ano de 1976 o novo veículo foi já apresentado no desfile civil de 7 de setembro daquele ano em Brasília. Após o que foi enviado para o município de São Gonçalo no distrito de Marambaia no Rio de Janeiro lá foram realizados testes.

### Descontinuidade do projeto
Os testes prosseguiram até meados de 1979 onde foram realizados disparos em direção ao mar, as análises após os testes revelaram problemas com o sistema de lançamento dos foguetes, e o entusiasmo com o projeto foi reduzido drasticamente até que foi abandonado por definitivo no inicio de 1980. O legado deixado por esta pesquisa foi o único exemplar que hoje se encontra exposto no Museu Militar Conde de Linhares no Rio de Janeiro.

## Operadores
- Brasil
  - Exército Brasileiro

## Variantes
- XLP-10 - versão lançadora de ponte com mesmo chassi base do protótipo XLF-40.